# Dorian Gray (actrice)
Pour le roman d'Oscar Wilde, voir Dorian Gray.
Maria Luisa Mangini, connue sous le nom de scène Dorian Gray, née le 2 février 1931 à Bolzano et morte le 16 février 2011  à Torcegno, est une actrice italienne.

## Biographie
Fille d'Attilio Mangini et de Flora Divina, Maria Luisa Mangini naît en 1931,. Elle étudie la danse à la Scala avec Aurél Milloss et fait ses débuts dans un spectacle de Pina Renzi. C'est sur les conseils d'un chorégraphe qu'elle prend le nom de scène de Dorian Gray, inspiré du personnage du roman Le Portrait de Dorian Gray.
Elle monte ensuite sur scène, dans la revue Votate per Venere (1950) avec Erminio Macario et Gino Bramieri. Elle poursuit sa carrière dans le théâtre de revue avec Gran Baraonda (1952-1953) de Garinei et Giovannini aux côtés de Wanda Osiris et Alberto Sordi, avec Made in Italy (1953) autre création du duo Garinei-Giovannini qui reconstitue après des années le duo Osiris-Macario, pour laquelle elle reçoit le titre de « Diva de l'année » par le Club della Passerella, et enfin avec Passo doppio (1954-55) avec Ugo Tognazzi et Raimondo Vianello. Elle a également remporté le prix « Maschera d'argento ».

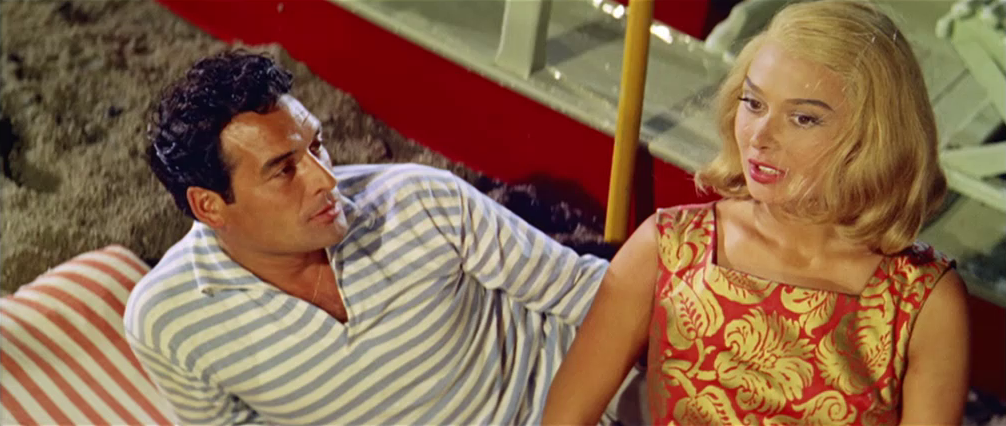
Dorian Gray et Jorge Mistral dans Femmes d'un été.

Elle quitte ensuite le théâtre pour le cinéma ; elle participe à de nombreux films dans les années 1950, principalement dans le genre burlesque qui lui vaut une grande popularité, dans lesquels elle se distingue par sa beauté solaire et racée et sa verve spontanée. Parmi ses principaux rôles, citons celui de la danseuse dans Totò, Peppino et la Danseuse (1956) de Camillo Mastrocinque, la danseuse de théâtre de variétés qui tombe amoureuse du neveu de Totò et Peppino De Filippo (interprété par Teddy Reno). À la suite du succès de ce film, elle joue dans deux autres films avec Totò, toujours sous la direction de Camillo Mastrocinque : Totò quitte ou double et Totò, Peppino et les Hors-la-loi.
Federico Fellini l'appelle pour jouer le rôle de Jessy, la maîtresse d'Amedeo Nazzari dans Les Nuits de Cabiria. Mais c'est surtout avec Le Cri de Michelangelo Antonioni — dans lequel elle incarne la pompiste Virginia — qu'elle s'impose au grand public comme une actrice engagée et dramatique, s'éloignant de l'image de poupée sensuelle. Bien que doublée par Monica Vitti, l'actrice du Tyrol du Sud attire l'attention des critiques. Entrée dans le cinéma d'auteur, elle continue d'être très demandée dans des films burlesques ; pour le film Épouses dangereuses de Luigi Comencini (1958), son talent est récompensé par un Ruban d'argent de la meilleure actrice dans un second rôle.

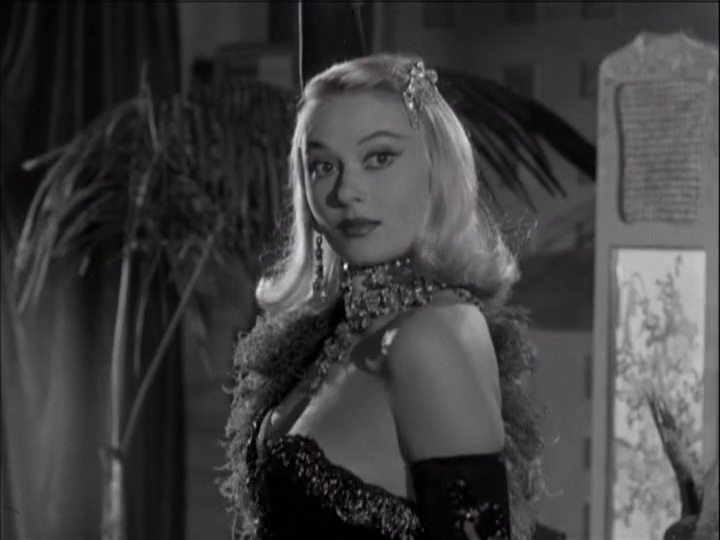
Dorian Gray dans ' (1955).

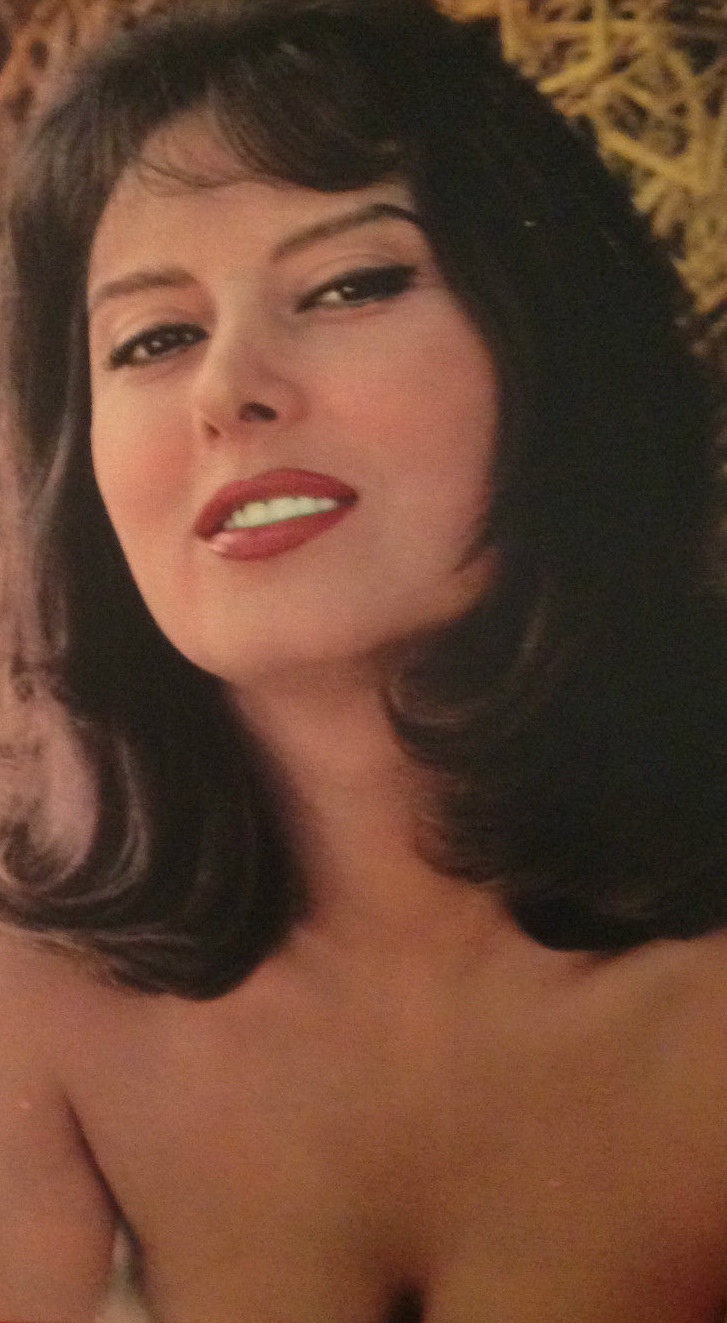
Dorian Gray en 1958.

Elle entretient une relation amoureuse avec Arturo Tofanelli (it), journaliste et rédacteur en chef du magazine Tempo, qui consacre de nombreuses couvertures à Dorian Gray au fil des ans. Tofanelli a également contribué à la carrière de la diva en produisant ou en coproduisant plusieurs films dans lesquels elle était l'une des protagonistes. En 1962, l'actrice participe à une grande production internationale, Héros sans retour de Frank Wisbar avec Stewart Granger, l'un des premiers films à parler explicitement de la guerre d'Algérie. Par la suite, elle joue dans de nombreuses comédies ainsi que des films d'espionnage jusqu'au milieu des années 1960, date à laquelle, attendant un enfant avec Tofanelli, elle quitte la vie publique et se retire dans la vie privée. Ses deux dernières apparitions sont en 1965 dans Thrilling (un épisode réalisé par Gian Luigi Polidoro) avec Walter Chiari et, également en 1965, dans I criminali della metropoli (it), sorti en 1967, réalisé par son cousin Gino Mangini.
À presque quarante ans, elle décide de se retirer complètement du monde du spectacle et s'installe à Torcegno, la ville natale de sa mère où son oncle Ermete possède une maison, puis se fait construire sa propre villa dans la localité de Mocchi, où elle élève son fils Massimo Arturo, qu'elle a eu avec Tofanelli et qui est né en 1963.
Le 15 février 2011, peu après ses quatre-vingts ans, elle se donne la mort d'une balle dans la tempe. Ayant toujours affirmé être née en 1936, les médias ont écrit à sa mort que l'actrice venait d'avoir 75 ans, alors qu'elle venait de fêter ses 80 ans, étant née le 2 février 1931.

## Filmographie
- 1950 : Accidenti alle tasse!! de Mario Mattoli
- 1951 : Vengeance sarde (Vendetta... sarda) de Mario Mattoli
- 1951 : Anema e core de Mario Mattoli
- 1951 : Il mago per forza de Marcello Marchesi, Marino Girolami et Vittorio Metz
- 1951 : Amo un assassino (it) de Baccio Bandini (it)
- 1952 : Sais-tu que les coquelicots... (Lo sai che i papaveri) de Marcello Marchesi et Vittorio Metz
- 1952 : La Reine de Saba (La regina di Saba) de Pietro Francisci
- 1955 : Io piaccio (it) de Giorgio Bianchi
- 1956 : Totò lascia o raddoppia? de Camillo Mastrocinque
- 1956 : Totò, Peppino e... la malafemmina de Camillo Mastrocinque
- 1956 : Bambino (Guaglione) de Giorgio Simonelli
- 1956 : Totò, Peppino e i fuorilegge de Camillo Mastrocinque
- 1957 : Les Nuits de Cabiria de Federico Fellini
- 1957 : Le Cri (Il grido) de Michelangelo Antonioni
- 1958 : Femmes d'un été (Racconti d'estate) de Gianni Franciolini
- 1958 : Mogli pericolose de Luigi Comencini
- 1958 : Domenica è sempre domenica de Camillo Mastrocinque
- 1958 : Mogli pericolose de Luigi Comencini
- 1959 : Brèves Amours (Vacanze d’inverno) de Camillo Mastrocinque
- 1959 : Les Surprises de l'amour (Le sorprese dell'amore) de Luigi Comencini
- 1959 : Brevi amori a Palma di Majorca de Giorgio Bianchi
- 1960 : L'Homme aux cent visages (Il mattatore) de Dino Risi
- 1960 : La Reine des Amazones (La regina delle amazzoni) de Vittorio Sala
- 1960 : Le Tank du huit septembre (Il carro armato dell'8 settembre) de Gianni Puccini
- 1960 : Chacun son alibi (Crimen) de Mario Camerini
- 1961 : Gli attendenti de Giorgio Bianchi
- 1961 : En pleine bagarre (Mani in alto) de Giorgio Bianchi
- 1962 : Que pensez-vous de la conduite de Constance ? (de) (Finden sie, daß Constanze sich richtig verhält ?) de Tom Pevsner (en)
- 1962 : Peccati d'estate (it) de Giorgio Bianchi
- 1962 : Héros sans retour (Marcia o crepa) de Frank Wisbar
- 1963 : Avventura al motel de Renato Polselli
- 1965 : Thrilling, sketch Sadik de Gian Luigi Polidoro
- 1965 : I criminali della metropoli (it) de Gino Mangini